# Harry Klinefelter
Harry Fitch Klinefelter jr. (Baltimore, 20 maart 1912 - 20 februari 1990) was een Amerikaans internist. Het syndroom van Klinefelter is naar hem genoemd.
Hij studeerde af aan de Johns Hopkins universiteit in Charlottesville in 1937. In 1942 publiceerde hij het artikel dat zijn naam heeft laten voortleven in het medisch taalgebruik. Hij werkte toen in het Massachusetts General Hospital bij de Harvard-universiteit.
In 1966 werd hij 'associate professor' (lector) in Baltimore.
Hij was verder vooral geïnteresseerd in alcoholisme en endocrinologie.
Zelf gaf Klinefelter overigens de eer voor de ontdekking van 'zijn' syndroom aan zijn mede-auteur Fuller Albright, die 'belangeloos goedvond dat mijn naam als eerste auteur genoemd werd'.